# Henri Murger
Louis-Henri Murger (Paris, 27 de março de 1822 – 28 de janeiro de 1861), também chamado de Henri Murger ou Henry Murger, foi um romancista e poeta francês, mais conhecido como o autor de Scènes de la vie de bohème, novela escrita a partir de suas experiências como um escritor pobre vivendo na Paris de meados do século XIX. 
A famosa ópera La Bohème, de Puccini, foi composta a partir da obra de Murger, assim como a adaptação cinematográfica, La Vie de Bohème, dirigida pelo cineasta finlandês Aki Kaurismäki, e o musical da Broadway Rent.

## Biografia
Henri Murger era filho de um imigrante alemão que trabalhara como alfaiate e porteiro. O autor teve uma educação precária e fragmentada. Depois de abandonar a escola aos 15 anos e de passar por diversas ocupações, conseguiu um emprego em um escritório de advocacia. Durante este período, já escrevia poemas, o que atraiu a atenção do dramaturgo Étienne de Jouy. Os contatos de Jouy levaram Murger a assumir o cargo de secretário do Conde Tolstoi, um nobre russo que então vivia em Paris.  A situação do escritor melhorou consideravelmente quando, seguindo a sugestão do romancista Champfleury, com quem havia morado durante um período, passou a se dedicar à ficção. Seu primeiro sucesso, Scènes de la vie de bohème, teve uma sequência, Scènes de la vie de jeunesse, publicada em 1851. Diversas obras se seguiram, mas nenhuma delas alcançou a popularidade da primeira.

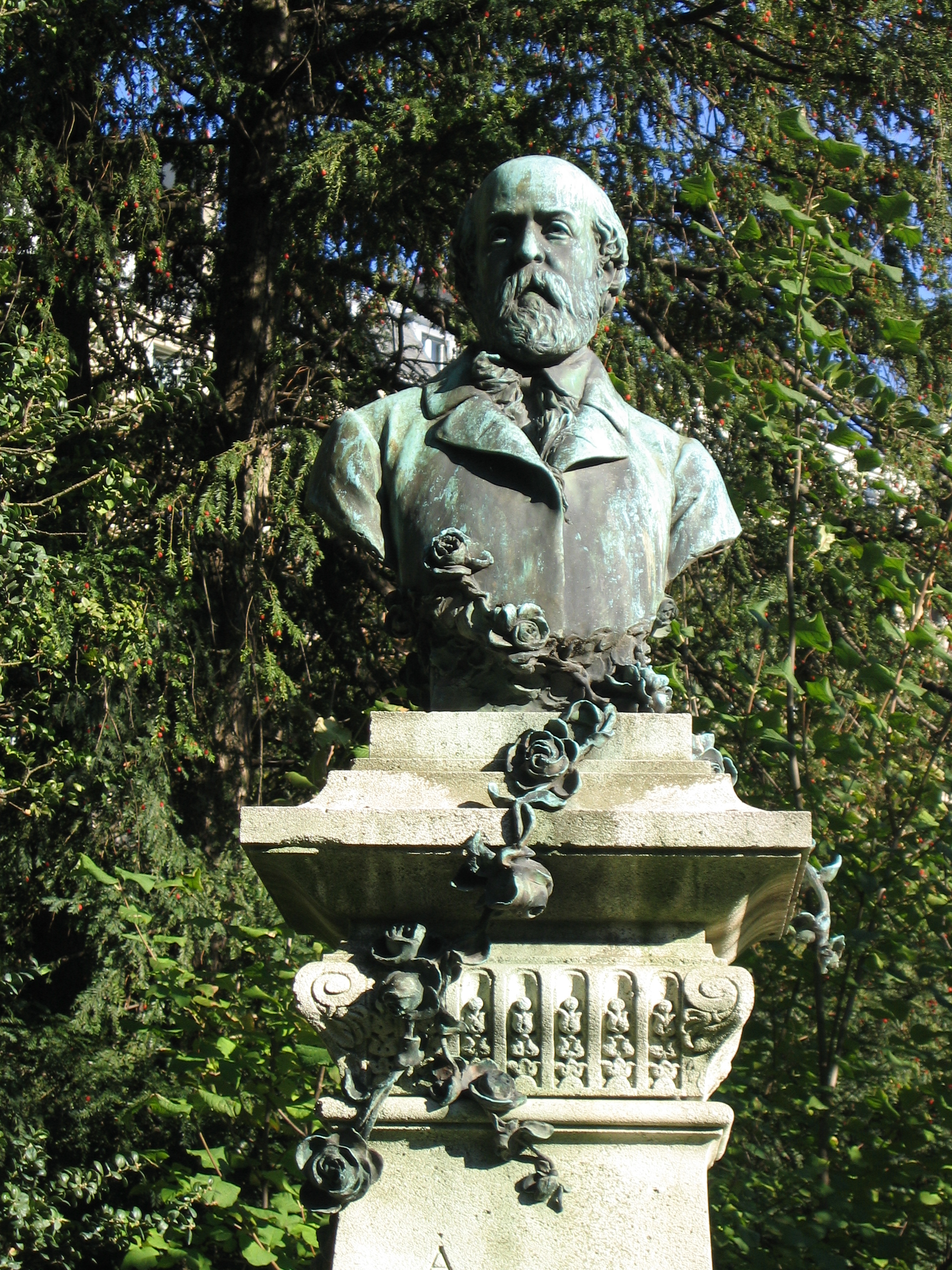
Monumento em homenagem a Henri Murger no Jardin du Luxembourg, em Paris

Viveu a maior parte dos dez anos seguintes em uma residência na zona rural de Paris, perseguido por dificuldades financeiras e enfrentando problemas de saúde recorrentes. Em 1859, foi condecorado com a Légion d’honneur; menos de dois anos mais tarde, contudo, já se encontrava quase sem recursos e convalescente em um hospital parisiense. Conde Walewsky, ministro de Napoleão III, enviou 500 francos para ajudar com as despesas médicas, mas era tarde demais. Henri Murger morreu no dia 28 de janeiro de 1861, aos 39 anos. O governo francês pagou pelo seu funeral, que, de acordo com os cálculos feitos na época pelo jornal Le Figaro, foi acompanhado por mais de 250 brasões do jornalismo, da literatura, do teatro e das artes. Le Figaro também começou a levantar recursos para um monumento. Centenas de pessoas contribuíram e, em menos de dois meses, foram arrecadados mais de 6 500 francos.

## Obras
- Scènes de la vie de bohème (1847-49)
- Scènes de la vie de jeunesse (1851)
- Le Pays latin (1851)
- Le Bonhomme Jadis (1852)
- Madame Olympe (1852)
- Les Vacances de Camille (1852)
- Le Dernier rendez-vous (1852)
- Adeline Protat (1853)
- Les Buveurs d'eau (1854)
- Scènes de campagne (1854)
- Ballades et Fantaisies (1854)
- Scènes de la vie de jeunesse (1855)
- Le Dessous du panier (1855)
- Propos de ville et propos de théâtre (1856)
- Le Roman de toutes les femmes (1857)
- Scènes de la vie de campagne (1857)
- Le Sabot rouge (1860)
- Le Serment d'Horace (1861)
- Les Nuits d’hiver (1861)
- Le Roman d'un capucin (1868)
- Le Souper des funérailles (1873)
- Les Roueries d'une ingénue (1874)